# Laccophilus spergatus
Laccophilus spergatus är en skalbaggsart som beskrevs av Sharp 1882. Laccophilus spergatus ingår i släktet Laccophilus och familjen dykare. Inga underarter finns listade i Catalogue of Life.